# Sant'Elia Fiumerapido
Sant'Elia Fiumerapido é uma comuna italiana da região do Lácio, província de Frosinone, com cerca de 6.196 habitantes. Estende-se por uma área de 41 km², tendo uma densidade populacional de 151 hab/km². Faz fronteira com Belmonte Castello, Cassino, Cervaro, Picinisco, San Biagio Saracinisco, Terelle, Vallerotonda, Villa Latina.

## Demografia
| Variação demográfica do município entre 1861 e 2011                               |
|                                                                                   |
| Fonte: Istituto Nazionale di Statistica (ISTAT) - Elaboração gráfica da Wikipedia |